# Zatoka Walencka
Zatoka Walencka (hiszp. El Golfo de Valencia, katal. El Golf de València) – zatoka w zachodniej części Morza Śródziemnego (a dokładniej Morza Balearskiego), położona u wschodnich wybrzeży Hiszpanii. Rozciąga się od Przylądka Nao na południu do miasta Vinaròs na północy (według innych źródeł – do delty Ebro) i położona jest pomiędzy regionem regionem Walencji a wyspami Baleary. Głównym miastem nad zatoką jest Walencja.